# Hozukius
Hozukius es un género de peces de la familia Sebastidae, del orden Scorpaeniformes. Este género marino fue descrito por primera vez en 1934 por Kiyomatsu Matsubara.

## Especies
Especies reconocidas del género:
- Hozukius emblemarius (D. S. Jordan & Starks, 1904)
- Hozukius guyotensis Barsukov & Fedorov, 1975